# Курганний могильник (Люботин)
Курганний могильник — пам'ятка археології національного значення, охоронний № 200028-Н, взятий під охорону держави Постановою КМУ № 928 від 03.09.2009.

## Датування
VI-IV ст. до н. е.

## Розташування
На південно-західній околиці м. Люботин.

## Історія дослідження
Кургани із Центральної групи було зафіксовано у 20 рр. ХХ ст. Олександром Федоровським, невеликі за обсягом розкопки курганів дослідник провів у 1923 — 1925 рр. Повторно на могильнику в 1925 р. Семен Семенов-Зусер розкопав два кургани, стаціонарні дослідження були продовжені ним у 1939 р. та 1949 р. Порівняно велику кількість курганних насипів досліджено у 1950 р. Борисом Шрамком.
Кургани із Нижньогиївської, Верхньогиївської груп та курганний могильник в урочищі Соломахівка було зафіксовано у 20 рр. ХХ ст. Олександром Федоровським, невеликі за обсягом розкопки курганів дослідник провів у 1923 — 1925 рр. Повторно у 1993 р. курганний могильник обстежував О. В. Бандуровський. Стаціонарні польові роботи на курганному могильнику проводив у 1993—1994 рр. Юрій Буйнов, дослідником розкопано та досліджено рятівними розкопками чотири курганні насипи.

## Опис
Курганний могильник складається із ряду груп, таких як: Центральна, Нижньогиївська, Верхньогиївська, Соломахівська та Барчанівська.
Цікавим є дослідження з приводу поховального обряду курганного могильника, який супроводжувався набором типового поховального інвентарю для скіфського періоду, наявністю виключно витягнутого трупопокладення, широким використанням дерев'яних конструкцій при створенні поховальних споруд, поширенням символів вогню, які проявилися у створенні вогнищ та спалюванні дерев'яних перекриттів.
Могильник пережив численні руйнування та велику кількість пограбувань «чорними археологами».

## Сучасне використання
Задерновано та під лісом.